# Embalse de Abrilongo
El embalse de Abrilongo se localiza en el municipio de Campomayor, distrito de Portalegre, Portugal. Se sitúa en la ribeira de Abrilongo. La presa fue proyectada en 1993 y entró en funcionamiento en 2000.

## Presa
Es una presa de materiales sueltos. Posee una altura de 29 m por encima de la fundación (27 m por encima del terreno natural) y una longitud de coronamiento de 1063 m (anchura de 8 m). El volumen de la presa es de 494 900 m³. Posee una capacidad de descarga máxima de 5 m³/s (descarga de fondo) + 420 m³/s (aliviadero de avenidas).